# Microcotyle pseudomugilis
Microcotyle pseudomugilis är en plattmaskart. Microcotyle pseudomugilis ingår i släktet Microcotyle och familjen Microcotylidae. Inga underarter finns listade i Catalogue of Life.